# Palheiro da Terra
Palheiro da Terra est un îlot situé dans l'archipel des îles Selvagens, à Madère, au Portugal.